# FK Haugesund
Maillots
Actualités
Le FK Haugesund (FKH) est un club norvégien de football basé à Haugesund.

## Historique
- 1913 : fondation du club sous le nom de SK Djerv Haugesund
- 1993 : fusion avec le SK Haugar Haugesund en FK Haugesund

## Bilan sportif

### Palmarès
| Compétitions nationales | Compétitions régionales |
| - Coupe de Norvège : - Finaliste : 2007, 2019. - Championnat de Norvège de deuxième division : - Champion : 1996, 1999. - Championnat de Norvège de troisième division : - Champion : 1994. |                         |

### Bilan européen
L'ancêtre du FK Haugesund, SK Haugar a participé à la Coupe des Coupes en 1980-1981. Il atteint les huitièmes de finale après avoir éliminé le club suisse du FC Sion.
Troisième du championnat en 2013, le FK Haugesund est qualifié pour le premier tour de la Ligue Europa 2014-2015,  Haugesund se qualifie au premier tour face aux Gallois de l'AUK Broughton FC mais est ensuite éliminé au second tour par le FK Sarajevo, club de Bosnie-Herzégovine.
Note : dans les résultats ci-dessous, le score du club est toujours donné en premier.
| Saison    | Compétition  | Tour             | Club                | Domicile | Extérieur | Total |
| --------- | ------------ | ---------------- | ------------------- | -------- | --------- | ----- |
| 2014-2015 | Ligue Europa | Premier tour Q   | Airbus UK Broughton | 2 - 1    | 1 - 1     | 3 - 2 |
| 2014-2015 | Ligue Europa | Deuxième tour Q  | FK Sarajevo         | 1 - 3    | 1 - 0     | 2 - 3 |
| 2017-2018 | Ligue Europa | Premier tour Q   | Coleraine FC        | 7 - 0    | 0 - 0     | 7 - 0 |
| 2017-2018 | Ligue Europa | Deuxième tour Q  | Lech Poznań         | 3 - 2    | 0 - 2     | 3 - 4 |
| 2019-2020 | Ligue Europa | Premier tour Q   | Cliftonville FC     | 5 - 1    | 1 - 0     | 6 - 1 |
| 2019-2020 | Ligue Europa | Deuxième tour Q  | Sturm Graz          | 2 - 0    | 1 - 2     | 3 - 2 |
| 2019-2020 | Ligue Europa | Troisième tour Q | PSV Eindhoven       | 0 - 1    | 0 - 0     | 0 - 1 |

Légende
- Victoire ou qualification pour le tour suivant.
- Match nul.
- Défaite ou élimination de la compétition.

## Joueurs et personnalités du club

### Entraîneurs
Le tableau suivant présente la liste des entraîneurs du club depuis 1994.
| Rang | Nom                 | Période   |
| ---- | ------------------- | --------- |
| 1    | Conny Karlsson      | 1994-1998 |
| 2    | Åge Steen           | 1999-2000 |
| 3    | Kjell Inge Bråtveit | 2000-2002 |

| Rang | Nom               | Période   |
| ---- | ----------------- | --------- |
| 4    | Harald Aabrekk    | 2003-2005 |
| 5    | Rune Skarsfjord   | 2006-2008 |
| 6    | Jostein Grindhaug | 2009-2015 |

| Rang | Nom                      | Période   |
| ---- | ------------------------ | --------- |
| 7    | Mark Dempsey             | 2015-2016 |
| 8    | Andrea Loberto (intérim) | 2016      |
| 9    | Eirik Horneland          | 2016-     |

### Joueurs emblématiques
- Thomas Sørum
- Mickaël Antoine-Curier
- Dušan Cvetinović
- Chris Pozniak